# Loving arms
Loving arms is een lied van Tom Jans.

## Achtergrond
Het is voor het eerste op plaat vastgelegd door Kris Kristofferson en Rita Coolidge op hun album Full moon. Rond die tijd had, in 1973, ook al Dobie Gray het nummer op een single opgenomen. Daarna pas nam Tom Jans het zelf op voor zijn album Tom Jans. In 2014 zijn er minstens dertig covers van dit nummer bekend. De artiesten zijn onder meer Elvis Presley, Jody Miller, Olivia Newton-John, Petula Clark, Etta James, Elkie Brooks, Kenny Rogers en The Walker Brothers. Elvis Presley wist met dit plaatje de Britse hitparade te bereiken (zes weken notering met een hoogste plaats nummer 47).
Binnen de Nederlandse markt is er een opname bekend van The Cats. Deze muziekgroep of hun muziekproducent had kennelijk geluisterd naar het album van Kristofferson/Coollidge, want ook Hard to be friends, een hit van The Cats was van dat album afkomstig. Loving arms diende als B-kant van Like a Spanish song.
In 2014 bracht de voormalige leadzanger van The Cats, Piet Veerman, het nummer nog eens uit op een single in een duet met zijn kleindochter Melanie Jonk, die onder de naam Mell optrad en sinds 2015 onderdeel is van de band Mell & Vintage Future.